# Biserica de lemn „Nașterea Maicii Domnului” din Budurleni
Biserica de lemn „Nașterea Maicii Domnului” din Budurleni este un monument istoric aflat pe teritoriul satului Budurleni; comuna Teaca.

## Galerie

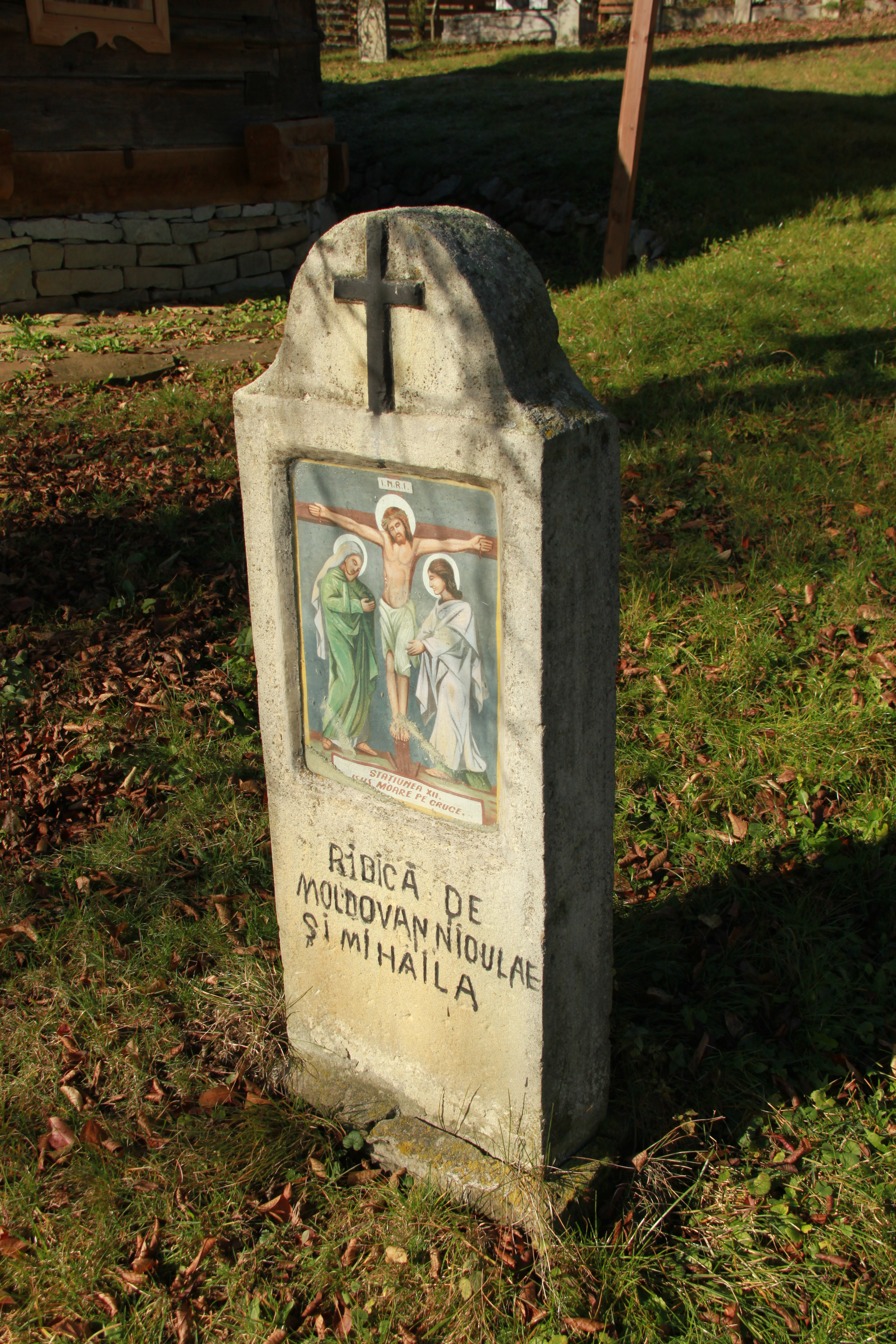
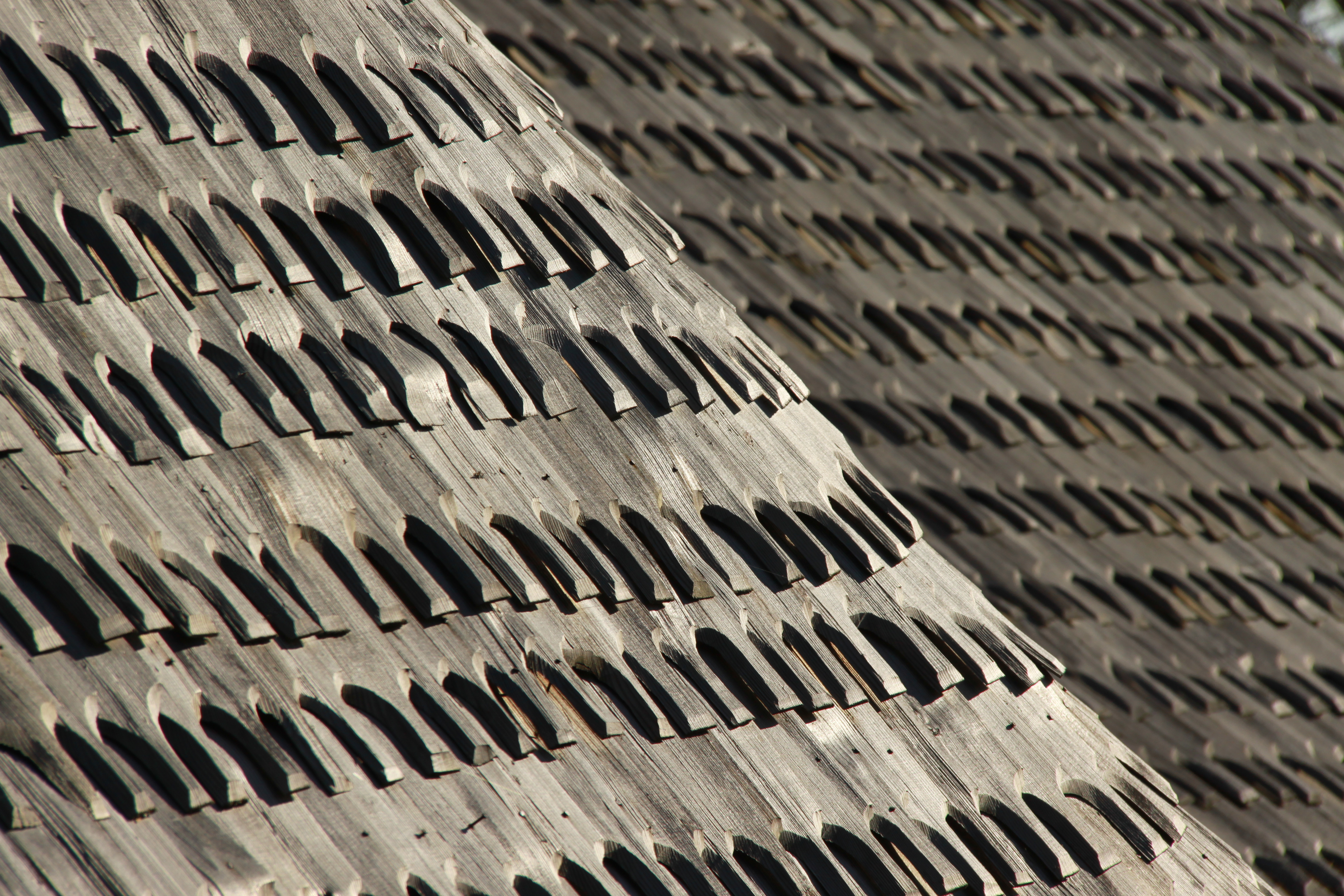
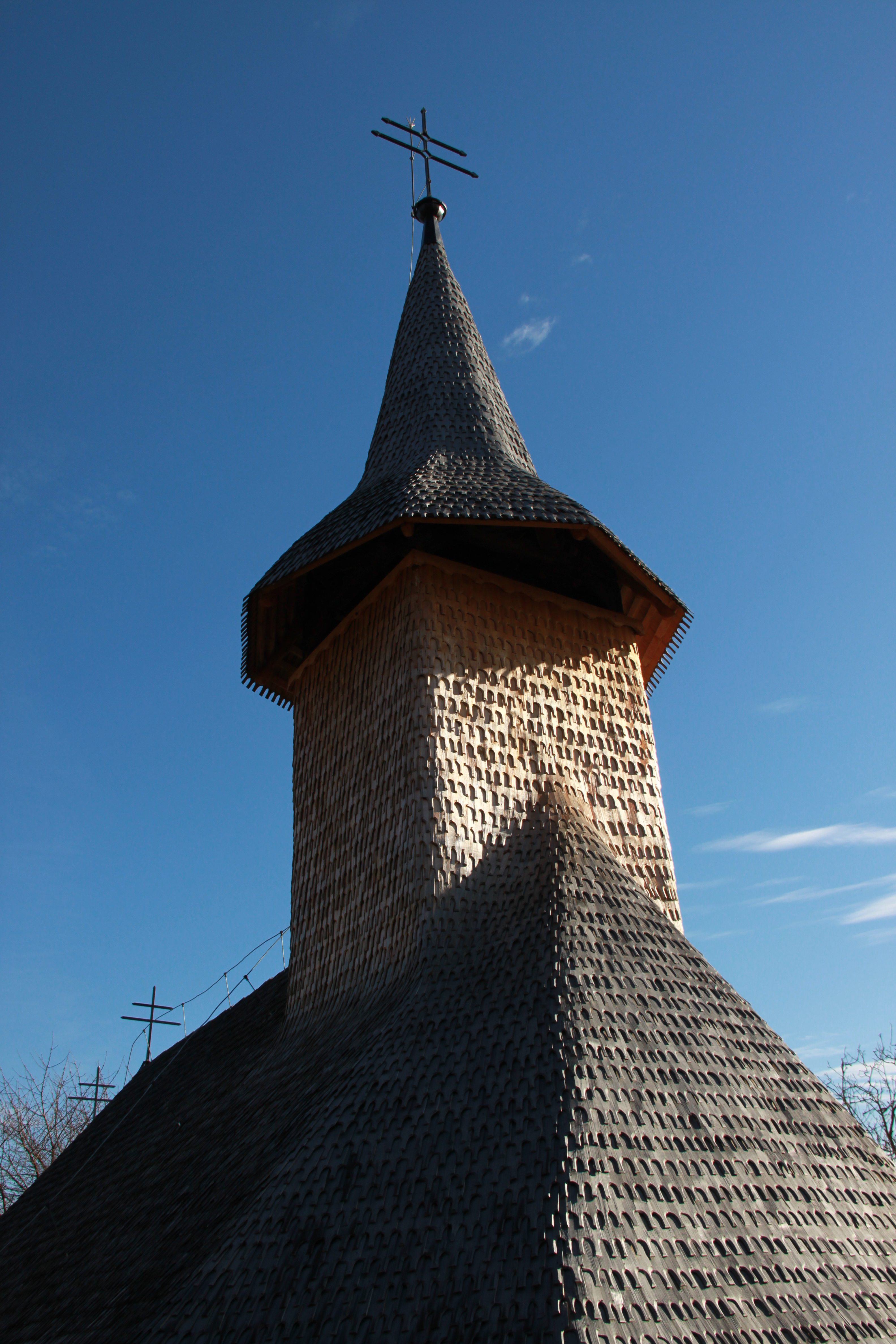
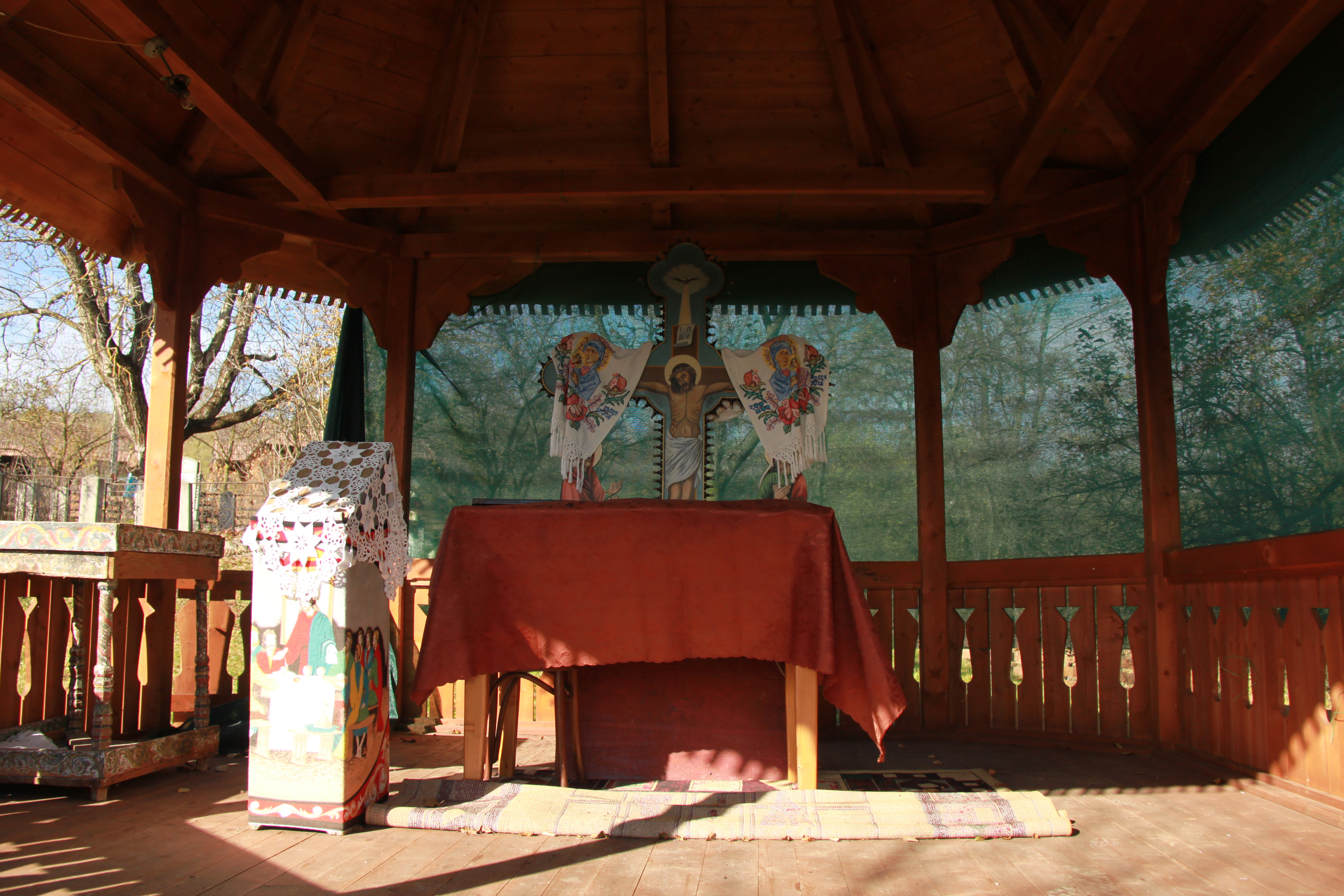
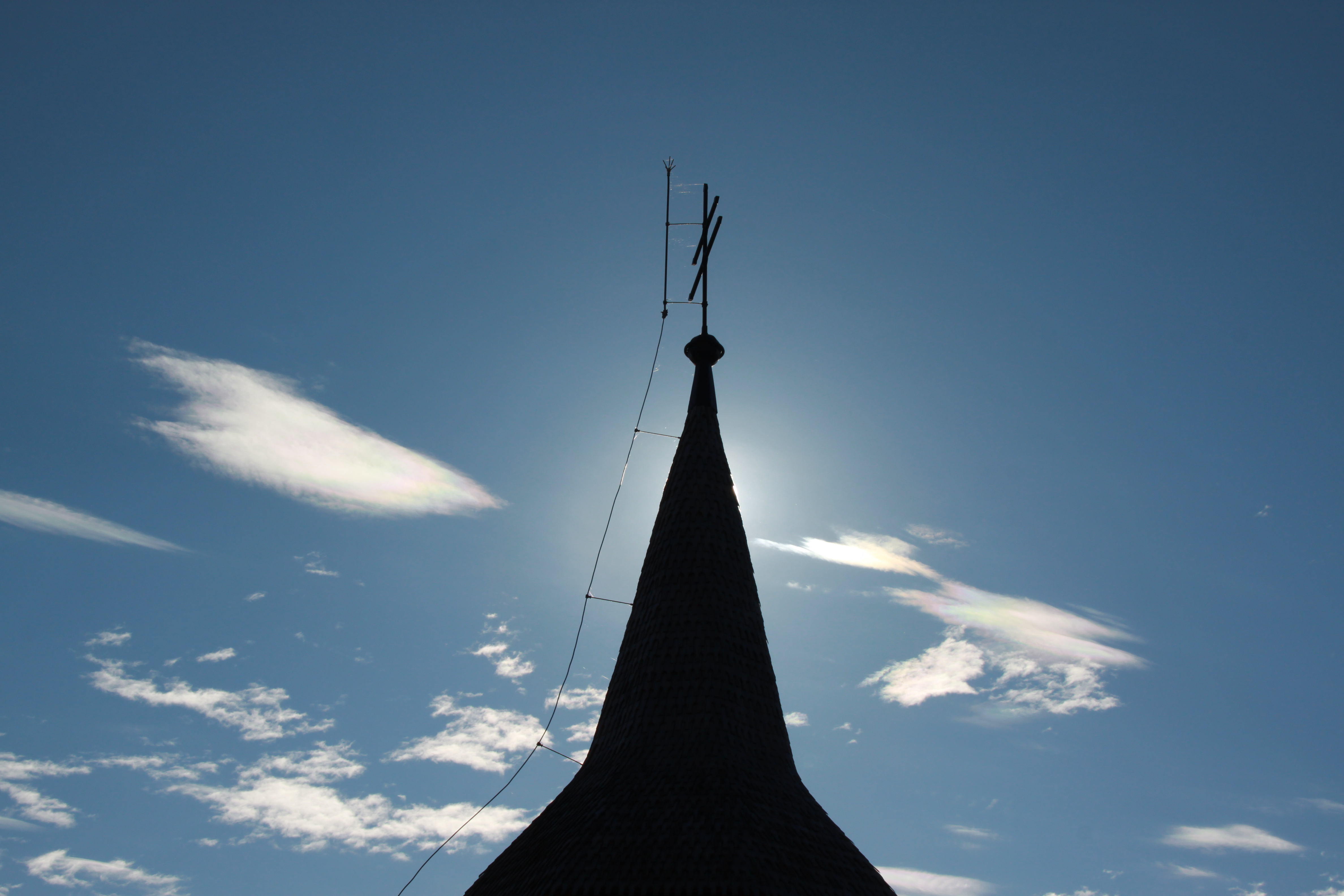
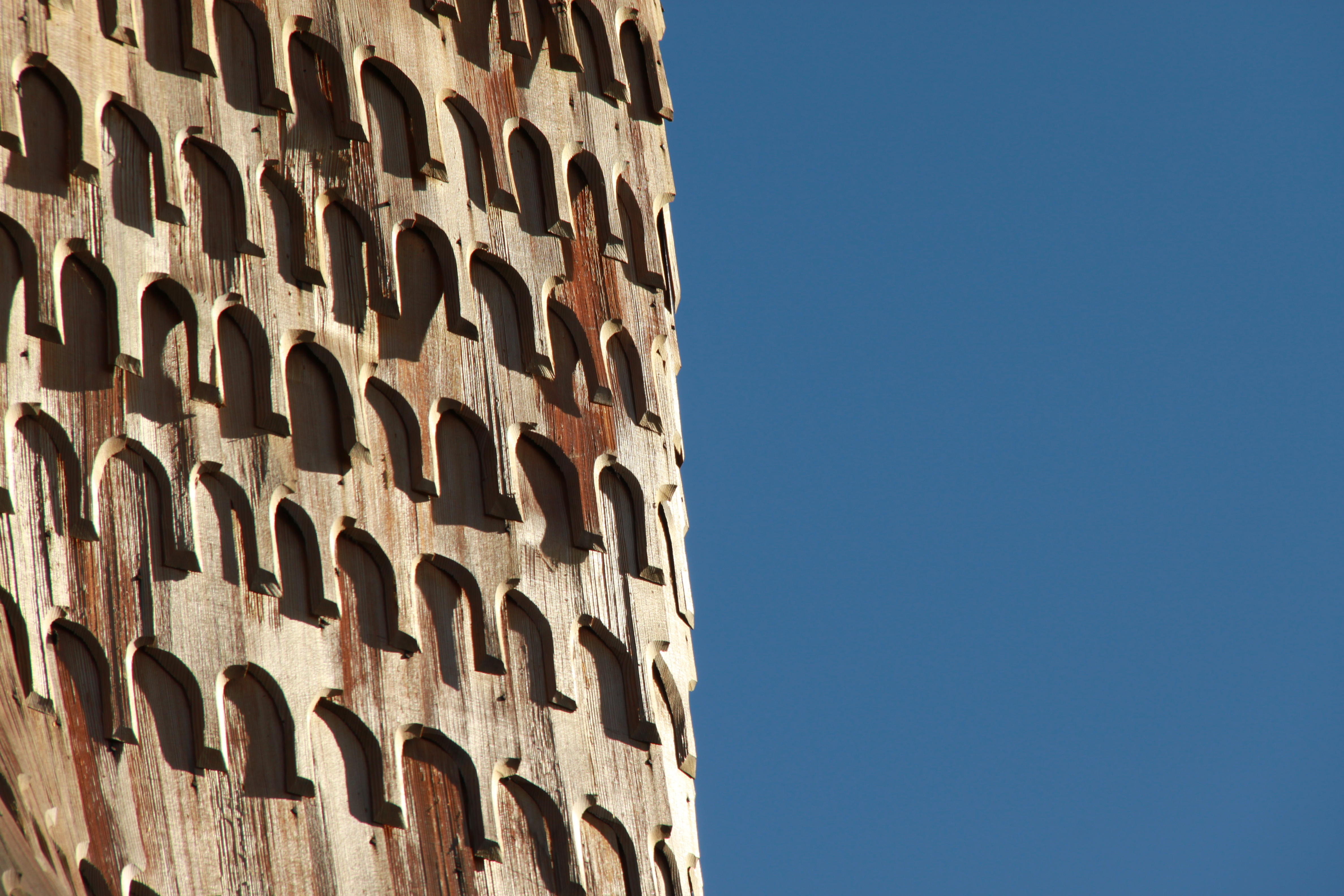
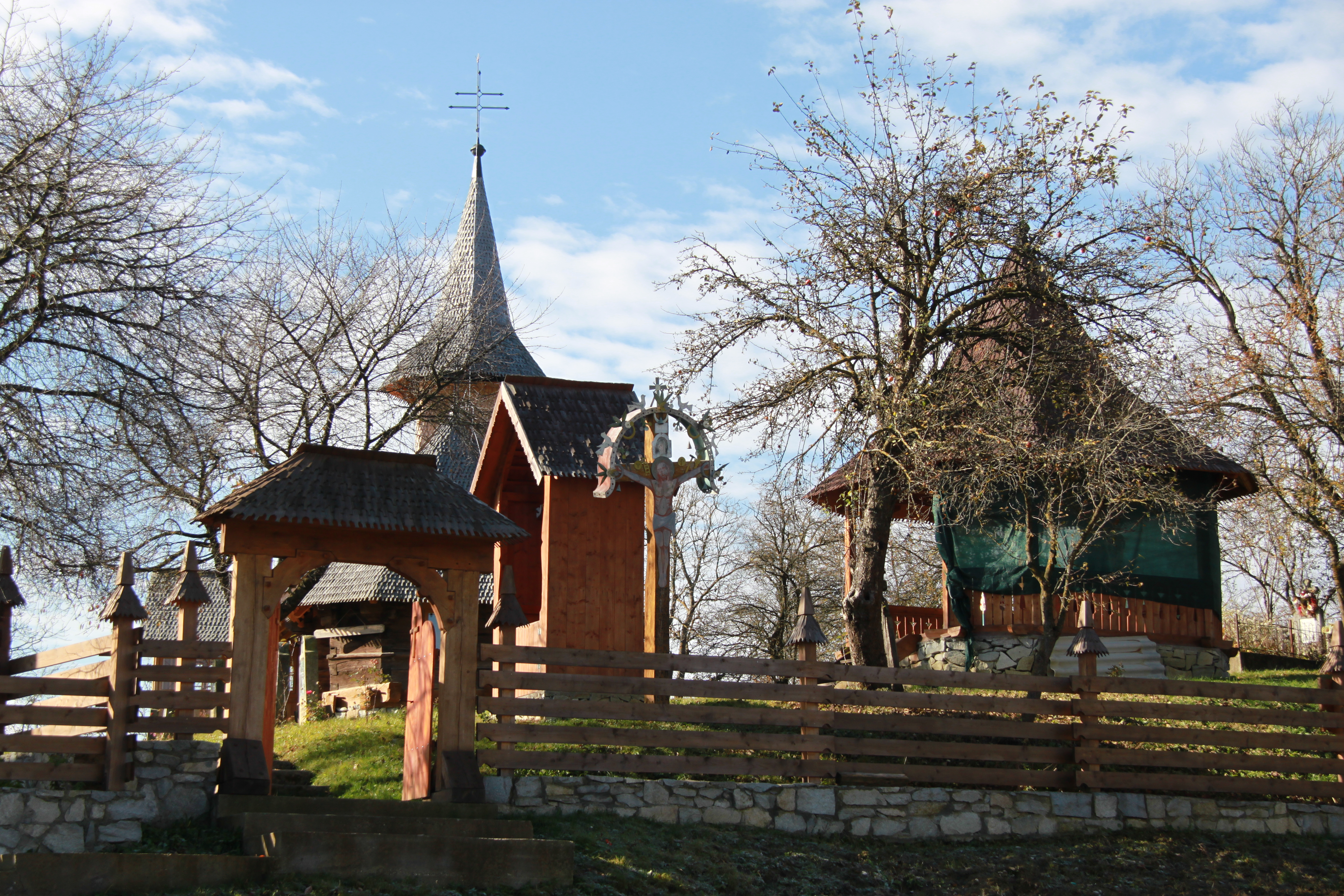
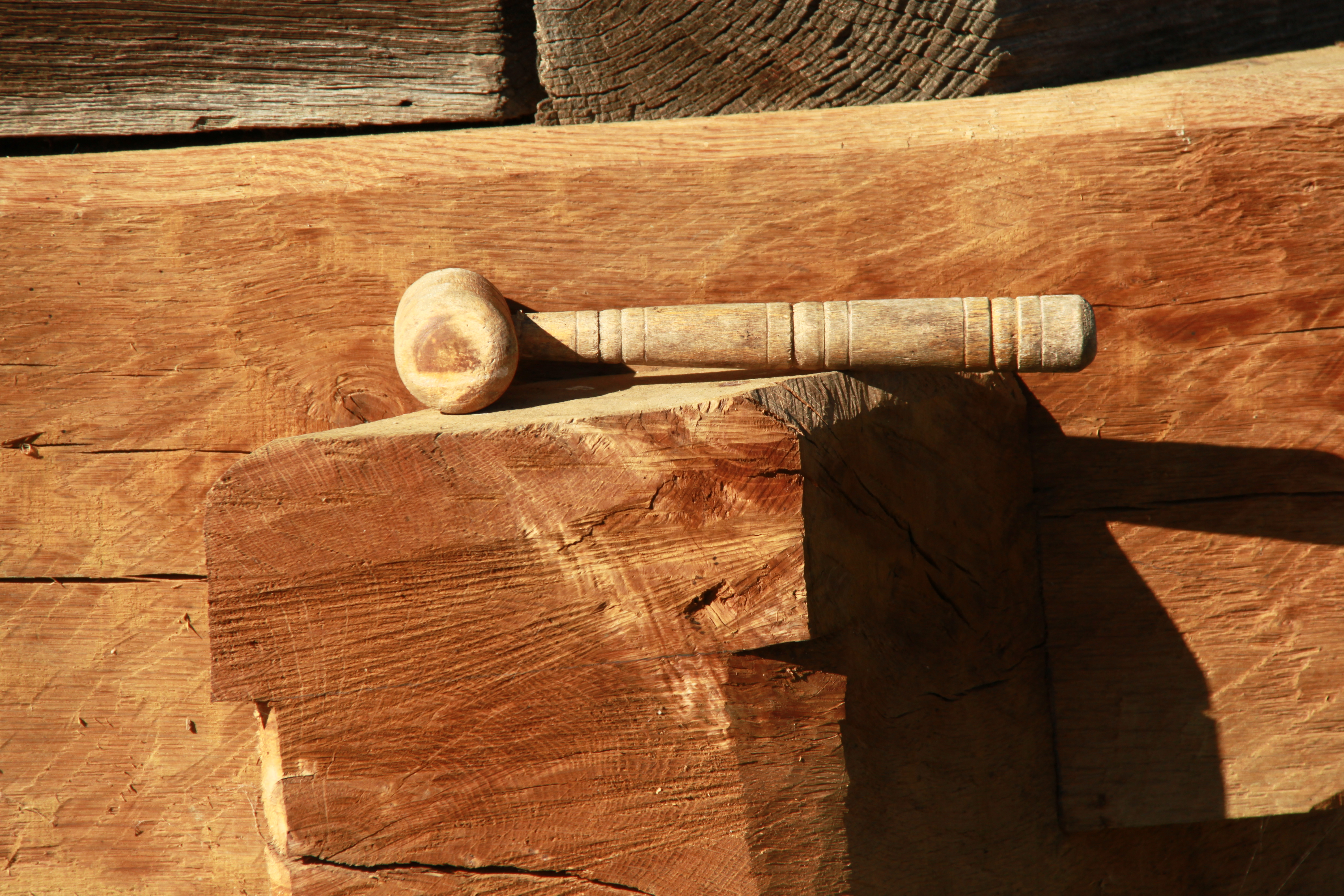